# Diana Douglas
Diana Love Webster (Dill de soltera, anteriorment Douglas i Darrid, 22 de gener de 1923 - 3 de juliol de 2015) fou una actriu bermudiana. Va estar casada amb l'actor Kirk Douglas entre 1943 i 1951 i va ser la mare de Michael i Joel Douglas.
El 1942, Douglas inicià la seva carrera com a actriu i aparegué en més de 50 pel·lícules. Alguns dels seus papers més coneguts foren com a Susan Rogers a Pacte d'honor (co-protagonitzada per Kirk Douglas) i com a Peg a Planes, Trains and Automobiles. També fou coneguda pel seu paper recorrent com a Martha Evans a Days of Our Lives (1977-1979, 1982). El 2003 aparegué a Coses de família amb el seu ex-marit Kirk, el seu fill Michael i el seu net Cameron. Es retirà dels escenaris el 2008.

## Infantesa i joventut
Nasqué a Devonshire, les Bermudes el 2 de gener de 1923. El seu pare, el tinent coronel Thomas Melville Dill (també el nom del seu besavi, un mariner), fou un antic membre del Parlament Colonial (representant la parròquia de Devonshire al Parlament de les Bermudes), Fiscal General de les Bermudes, i antic Oficial de Comandament de l'Artilleria de la Milícia de les Bermudes. La seva mare Rith Rapalje (Neilson de soltera) tenia arrels a Nova Jersey. El seu germà Bayard era un advocat i polític destacat. La seva germana Ruth es casà amb John Seward Johnson I, hereu de la fortuna Johnson & Johnson. El pare de Douglas provenia d'una important família bermudiana, present a l'illa des de principis del segle xvii.
La seva ascendència era anglesa, irlandesa, gal·lesa, neerlandesa, escocesa, belga i francesa. Douglas va ser educada en l'Església d'Anglaterra.

## Carrera
El 1942, inicià la seva carrera amb un paper menor, sense aparèixer als crèdits a Keeper of the Flame. Seguí apareixent en força pel·lícules durant els anys 1950 i 1960, essent el seu paper com a Susan Rogers a Pacte d'honor com un dels més notables. Durant els anys 1960 i 1970, aparegué en una varietat de programes de televisió (com ara General Electric Theater i Naked City), essent el seu paper televisiu més conegut el de Lily Chernak Donnely a Love Is a Many Spendored Thing.
Interpretà Poco a Three Steps to Heaven i Martha Evans a Days of Our Lives. Després de la cancel·lació de Love Is a Many Splendored Thing, interpretà Annie Andersen a The Cowboys. Aparegué a Roots: The Next Generations i a The Waltons. A Coses de família, Douglas aparegué amb el seu ex-marit, Kirk Douglas, el seu fill Michael i el seu net Cameron, i més endavant aparegué en un episodi de Cold Case de la CBS i a l'episodi "Heal Thyself" de la quinzena temporada d'ER (2008), l'any en què deixà els escenaris.
El 1999 publicà la seva autobiografia titulada In the Wings: A Memoir.

## Vida personal
Dill és casà amb Kirk Douglas. Els dos s'havien conegut estudiant interpretació abans de la Segona Guerra Mundial. Durant la guerra, Douglas serví a la Marina dels Estats Units quan veié el número del 3 de maig de 1943 de la revista Life, que duia una fotografia de Dill a la portada. Ensenyà la portada als seus companys de vaixell i els digué que es casaria amb ella. Els dos es casaren el 2 de novembre de 1943. Tingueren dos fills, Michael i Joel, abans de divorciar-se el 1951.
Es casà amb l'actor Bill Darrid, i la parella visqué amb els fills de Douglas a la Costa Est dels Estats Units fins a la seva mort el 1992. El 2002 Douglas es casà amb Donald Webster a la parròquia Devonshire a les Bermudes.

## Mort
El 3 de juliol de 2015 Douglas, supervivent de càncer de mama, morí al Motion Picture & Television Country House and Hospital a Woodland Hills, Los Angeles d'una forma de càncer no revelada a l'edat dels 92 anys.

## Filmografia
| Any  | Títol                             | Paper                 | Anotacions |
| ---- | --------------------------------- | --------------------- | --- |
| 1943 | Keeper of the Flame               | Forward American Girl | No apareix als crèdits |
| 1947 | The Late George Apley             | Sarah                 | No apareix als crèdits |
| 1948 | Let's Live Again                  | Terry                 | |
| 1948 | The Sign of the Ram               | Catherine Woolton     | |
| 1949 | House of Strangers                | Elaine Monetti        | |
| 1949 | The Whistle at Eaton Falls        | Ruth Adams            | També conegut com Richer Than the Earth (UK)                                                                              |
| 1952 | Storm Over Tibet                  | Elaine March Simms    | També conegut com Mask of the Himalayas (EUA: títol alternatiu). També conegut com Sturm über Tibet (Alemanya Occidental) |
| 1952 | Monsoon                           | Julia                 | |
| 1955 | Pacte d'honor                     | Susan Rogers          | |
| 1970 | Loving                            | Sra. Shavelson        | |
| 1975 | Dead Man on the Run               | Meg                   | Telefilm |
| 1977 | Tail Gunner Joe                   | Sarah                 | Telefilm |
| 1977 | Alexander: The Other Side of Dawn | Clara Duncan          | Telefilm |
| 1977 | Billy: Portrait of a Street Kid   | Sra. Bedford          | Telefilm |
| 1977 | Mary White                        | Jane Addams           | Telefilm |
| 1977 | Un autre homme, une autre chance  | Mare de Mary          | |
| 1978 | Night Cries                       | Sra. Thueson          | Telefilm |
| 1978 | A Fire in the Sky                 | Sra. Rearden          | Telefilm |
| 1981 | Jaws of Satan                     | Evelyn Downs          | També conegut com King Cobra                                                                                              |
| 1982 | Sister, Sister                    | Rhoda                 | Telefilm |
| 1983 | The Star Chamber                  | Adrian Caulfield      | |
| 1987 | Planes, Trains and Automobiles    | Peg                   | |
| 1991 | Cold Heaven                       | Mare St. Agnes        | |
| 1992 | A Town Torn Apart                 | Sra. Fenn             | Telefilm també conegut comDoc: The Dennis Littky Story                                                                    |
| 2003 | Coses de família                  | Evelyn Gromberg       | |

## Crèdits televisius
| Any     | Títol                                                   | Paper                                 | Anotacions |
| ------- | ------------------------------------------------------- | ------------------------------------- | --- |
| 1949    | Photocrime                                              |                                       | |
| 1950    | Masterpiece Playhouse                                   |                                       | Episodi: "The Rivals" |
| 1950    | The Web                                                 |                                       | Episodi: "Key Witness" |
| 1951    | Kraft Television Theatre                                |                                       | Episodi: "Mr. Mergenthwirker's Lobblies" |
| 1952    | Armstrong Circle Theatre                                |                                       | Episodi: "Mr. Bemiss Takes a Trip" |
| 1953    | Studio One                                              |                                       | Episodi: "Greed" També conegut com Studio One Summer Theatre (títol de l'estiu), Studio One in Hollywood (nou títol), Summer Theatre (títol d'estiu), Westinghouse Studio One, Westinghouse Summer Theatre (títol d'estiu) |
| 1953    | Robert Montgomery Presents                              |                                       | Episodi: "Element of Risk" |
| 1953    | Medallion Theatre                                       |                                       | Episodi: "The Decision at Arrowsmith" |
| 1953    | Three Steps to Heaven                                   | Mary Claire "Pogo" Thurmond Morgan #2 | |
| 1953    | Willys Theatre Presenting Ben Hecht's Tales of the City |                                       | Episodi: "Count Bruga" |
| 1955    | General Electric Theater                                | Nora                                  | Episodi: "The Seeds of Hate" També conegut com G.E. Theater (EUA: títol curt informal) |
| 1956    | Medic                                                   | Edith Martin                          | Episodis: "Reach of the Giant: Part 1", "Reach of the Giant: Part 2" |
| 1956    | Science Fiction Theatre                                 | Elaine Conover Jane Brandon           | Episodi: "Brain Unlimited" Episodi: "End of Tomorrow" |
| 1956    | West Point                                              | Sra. Jan Willis                       | Episodi: "Officer's Wife" |
| 1956–57 | Robert Montgomery Presents                              | Carla Major Sra. Whitton-Betty        | Episodi: "Goodbye, Grey Flannel" Episodi: "Wait for Me" |
| 1959    | Armstrong Circle Theatre                                | Sra. Donald Jewkes                    | Episodi: "Miracle at Spring Hill" |
| 1959    | Naked City                                              | Meg Peters Hilda Wallace              | Episodi: "The Scorpion Sting" Episodi: "Even Crows Sing Good" |
| 1964    | Flipper                                                 | Sra. Granville                        | Episodi: "The Second Time Around" |
| 1965    | For the People                                          | Bernice Brandon                       | Episodi: "The Influence of Fear" |
| 1965    | Ben Casey                                               | Martha English                        | Episodi: "War of Nerves" |
| 1967    | N.Y.P.D.                                                | Sra. Whitaker                         | Episodi: "The Boy Witness" |
| 1970–73 | Love Is a Many Splendored Thing                         | Lily Chernak Donnelly                 | |
| 1973    | Hawkins                                                 | Clara Guilfoyle                       | Episodi: "Die, Darling, Die" |
| 1973    | Kung Fu                                                 | Sister Richardson                     | Episodi: "The Tong" |
| 1974    | The Streets of San Francisco                            | Sra. Adele Sloane                     | Episodi: "Chapel of the Damned" |
| 1974    | The Cowboys                                             | Annie Andersen                        | |
| 1974–75 | Cannon                                                  | Sra. Foxworth Alex Parks              | Episodi: "The Avenger" (1974) Episodi: "The Deadly Conspiracy" (1975) |
| 1975    | Barnaby Jones                                           | Alice Parks                           | Episodi: "The Deadly Conspiracy: Part 2" |
| 1977    | Lou Grant                                               | Norma Cardell                         | Episodi: "Hoax" |
| 1979    | Roots: The Next Generations                             | Sra. Andy Warner                      | |
| 1979    | The Waltons                                             | Sra. Denman                           | Episodis: "The Journal", "The Violated", "The Waiting" |
| 1980    | Knots Landing                                           | Dr. Charlotte Kramer                  | Episodis: "Bottom of the Bottle: Part 2", "Remember the Good Times" |
| 1981    | Nero Wolfe                                              | Sarah Rackham                         | Episodi: "In the Best Families" |
| 1981    | CHiPs                                                   | Vera Baricza                          | Episodi: "The Hawk and the Hunter" |
| 1982    | Lou Grant                                               | Carole Fuller                         | Episodi: "Review" |
| 1982    | Remington Steele                                        | Hannah Dillon                         | Episodi: "Tempered Steele" |
| 1983    | Cagney & Lacey                                          | Blanche                               | Episodi: "The Gang's All Here" |
| 1983    | Dallas                                                  | Dr. Suzanne Lacey                     | Episodi: "La carta" |
| 1984    | Scarecrow and Mrs. King                                 | Evelyn McGuire                        | Episodi: "I Am Not Now, nor Have I Ever Been... a Spy" |
| 1986    | Hardcastle and McCormick                                | Frances                               | Episodi: "Hardcastle for Mayor" |
| 1985–86 | The Paper Chase                                         | Professora Tyler                      | |
| 1987    | Beauty and the Beast                                    | Margaret Chase                        | Episodi: "Song of Orpheus" |
| 1993    | Dark Justice                                            | Sra. Collins                          | Episodi: "My Dinner with Nick" |
| 1993    | Harts of the West                                       | Betty                                 | Episodi: "Jake's Brother" |
| 2004    | The West Wing                                           | Libby Lassiter                        | Episodi: "The Stormy Present" |
| 2007    | Cold Case                                               | Sra. Valentine '07                    | Episodi: "Devil Music" |
| 2008    | ER                                                      | Bertha Mendenhall                     | Episodi: "Heal Thyself" |

## Llibres
- Dougan, Andy (2001). Michael Douglas: Out of the Shadows : the Unauthorised Biography. Londres: Robson ISBN 978-1-86105-347-3. OCLC 48026343
- Douglas, Diana (1999). In the Wings: A Memoir. Nova York: Barricade Books. ISBN 978-1-56980-151-2. OCLC 41086793
- Parker, John (2011). Michael Douglas: Acting on Instinct. Headline. ISBN 978-0-7553-6286-8.